# Васнецова, Ирина Ивановна
Ири́на Ива́новна Васнецо́ва (урождённая Анисимова; 7 сентября 1927, Тула — 2014) — советский скульптор. Лауреатка премии Ленинского комсомола (1972). Супруга художника Андрея Владимировича Васнецова.

## Биография
Ирина Васнецова родилась в Туле 7 сентября 1927 года. В 1946—1952 годах училась в Московском институте прикладного и декоративного искусства у М. Г. Манизера и Б. Н. Ланге, дипломная работа — конный портрет генерала Л. М. Доватора. Своим учителем также считала С. Д. Лебедеву.
С 1954 года принимала участие в художественных выставках. В 1959 году стала членом Союза художников СССР.  Работала преимущественно в монументальной и станковой скульптуре. В 1962 году в Москве состоялась персональная выставка её произведений.
Жила и работала в Москве. Последние годы провела в Абрамцеве в собственном доме.

## Работы
- «Прыжок» (1954, гипс)[1]
- «Дрессировщица с тигром» (1955, гипс)[1]
- «Портрет художницы М. А. Мукосеевой» (1958, гипс)[1]
- «Мужской портрет» (1959, бронза)[2]
- «Автопортрет» (1960, бронза)[2]
- «Автопортрет» (1962, гипс)[1]
- «Школьница» (1963, гипс)[1]
- Рельеф «Водный транспорт» для здания Центрального морского клуба ДОСААФ СССР (1964, кованая медь; соавтор)[1]
- Стела «Великие вехи» в Ульяновске (1964, цемент; соавтор)[1]
- Портрет художницы Риты Мукосеевой (1965, броңза)[2]
- Серия портретов учёных М. В. Ломоносова, Дж. Бруно, Н. Коперника и других для Музея истории космонавтики в Калуге (1966, кованая медь)[1]
- Портрет А. Кологривова (1967, известняк)[2]
- «Капа» (1969, броза)[2]
- «Квадрига» (1969, кованая медь; Липецкий театр драмы имени Л. Н. Толстого)[2]
- Мемориальная доска академика В. И. Эдельштейна (1970, кованая медь; Всесоюзная академия сельскохозяйственных наук имени Ленина)[2]
- Оформление фасада и интерьера Тульского академического театра драмы (1971, сварное железо; совместно с А. Васнецовым и Д. Шаховским)[2]
- «Трубящие Славы», рельеф на фасаде Музея боевой и комсомольской славы имени Александра Матросова в Великих Луках (1971, сварное железо; совместно с А. Васнецовым)[2] — премия Ленинского комсомола (1972)
- Портрет художника Н. И. Андронова (1975, бронза)[2]
- «Женский портрет» (1976, бронза)[2]